# Скамандр (літературна група)
Скама́ндр (пол. Skamander) — польська поетична група.
Заснована 1918 року Юліаном Тувімом, Антонієм Слонімським, Ярославом Івашкевичем, Казимєжем Вежинським і Яном Лєхонєм.

Поети-скамандрити вважали взірцями античну традицію та творчість Леопольда Стаффа.
Назва групи походить від міфологічної річки, яка протікала навколо стін Трої. 

Крім того, назва пов'язана із відомим висловом із драми Станіслава Виспянського «Акрополіс» 1904 р.: пол. "Skamander połyska, wiślaną świetląc się falą." — «Блищить Скамандр, світліючи від хвилі Вісли».

## Скамандрити
До складу літературної групи входили:
| «Велика П'ятірка»   | «поети-супутники»              | публіцисти (в тому числі — редактори часописів) |
| ------------------- | ------------------------------ | ----------------------------------------------- |
| Юліан Тувім         | Марія Павліковська-Ясножевська | Едвард Бойї                                     |
| Антоній Слонімський | Юзеф Віттлін                   | Мечислав Гридзевський                           |
| Ярослав Івашкевич   | Станіслав Балінський           | Владислав Завістовський                         |
| Казимир Вежинський  | Казимира Іллакович             | Зджіслав Дитель                                 |
| Ян Лєхонь           | Ян Бжехва                      | Зигмунт Карський                                |

## Історія групи
I 1916 — 1919 — період формування.

Історія заснування групи пов'язана із Варшавським університетом і часописом  "Pro Arte et Studio". Саме у цьому навчальному закладі та навколо цієї редакції об'єднувалися митці-однодумці.

З 1918 року літературна група вийшла на арену культурного життя вже під назвою «Скамандр».

В цей період з'явилися перші публікації збірок поетів з групи:
- Юліан Тувім — Czyhanie na Boga (1918 р.)
- Ян Лєхонь —  Karmazynowy poemat[pl] (1920 р.)
- Антоній Слонімський — Sonety (1918 р.)
- Казімєж Вежинський — Wiosna i wino (1919 р.)
- Ярослав Івашкевич — Oktostychy (1918 р.).

II 1919 — 1928 — період активної діяльності. 

Зокрема виходив однойменний щомісячний журнал «Skamander». До групи приєдналися Марія Павліковська-Ясножевська, Юзеф Віттлін, Сталіслав Балинський, Казимира Іллакович.
Протягом восьми років інтенсивної діяльності скамандрити остаточно сформували свої погляди і розширили чисельність групи: до Скамандра приєдналися так звані «поети-супутники», прозаїки та літературні критики.
III 1929 — 1939 — період дезінтеграції. 

Протягом останніх десяти років свого існування Скамандр втратив минулу солідарність і єднання. На це, зокрема, вплинули політичні події — прихід до влади Юзефа Пілсудського та його режим санації. Поети розділилися на палких прихильників та затятих противників нового устрою.

## Ідейні засади та питання маніфесту
Офіційного маніфесту скамандрити ніколи не створили, тому що вважали маніфести засобом обмеження творчої думки:
Проте скамандрити виробили неоголошену систему мистецьких поглядів.
- необхідність зв'язку із традицією і здобутками культури
- зв'язок поезії із сучасністю
- вітальність, захоплення життям та його енергією
- тенденція до пов'язування поезії із суспільно-політичним життям
- творення поета-учасника, «поета-словесника», «людини натовпу», що активно бере участь у житті держави і суспільства
- включення до поетичної мови поточних елементів — оказіоналізмів, неологізмів, елементів говірок, вульгаризмів, гумору, іронії, сатири
- поєднання різних типів оповіді
- класичні норми віршування

## Публікації «Скамандра»
Спершу твори поетів Скамандра друкувалися у місячнику  "Pro Arte et Studio" (лат. "заради мистецтва і науки"), зокрема, скандальний вірш Юліана Тувіма «Весна» зробив часопис одним із провідних друкованих видань тогочасного літературного життя.

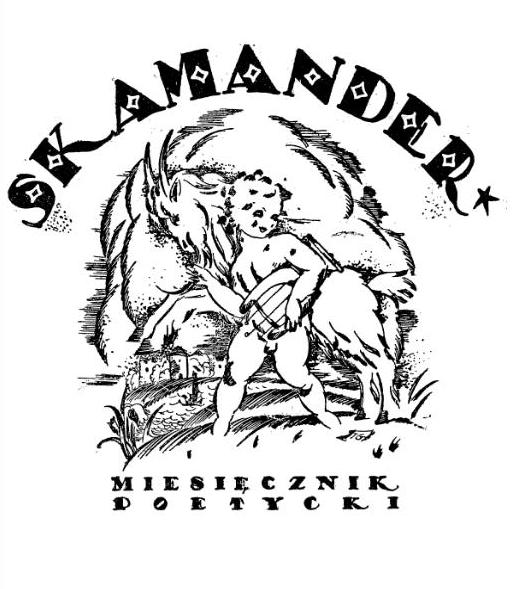
Обкладинка часопису «Скамандр»

Під впливом скамандритів часопис змінив свій характер із модерністичного на авангардний і назву — 1919 року він став називатися «Pro Arte».

Останній номер часопису вийшов у вересні 1919 року.

Згодом поети створили власний орган преси — часопис-місячник «Скамандр», що виходив у 1920–1928 та 1935–1939 рр.

У часописі друкувалися твори поетів-скамандритів, редакція також складалася із прихильників ідеології групи. 

Пізніше до часопису стали потрапляти літературно-критичні статті, фрагменти п'єс чи романів, рецензії на картини, вистави чи кіно, переклади російської та французької символістської літератури.

## Кав'ярня «Pod Picadorem»

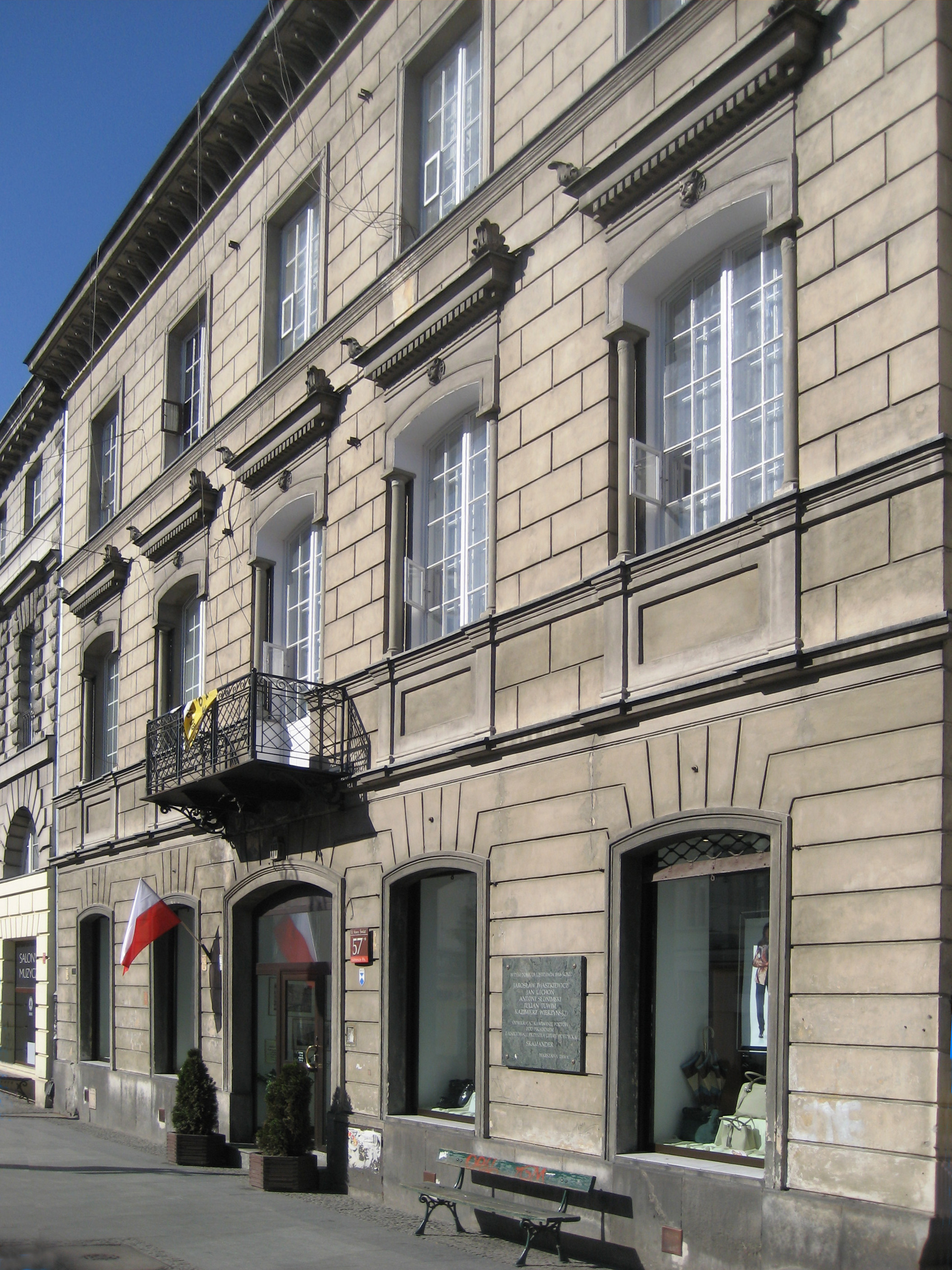
Будівля за адресою вул. Нови Свят 57

Своєрідною резиденцією скамандритів стала заснована 29 листопада 1918 року  артистична кав'ярня "Під Пікадором" пол. "Pod Picadorem" (Варшава, вул. Нови Свят 57). Ініціатором створення був варшавський поет Тадеуш Раабе.

У цій кав'ярні стали збиратися митці, поети, художники.

Тут Юліан Тувім запропонував ввести жартівливу традицію «продажу» поезії — мовляв, «поезія — це товар, який потрібно рекламувати».

Отже, у кав'ярні з'явився цінник: